# Hrabove, Șațk
Hrabove (în ucraineană Грабове) este localitatea de reședință a comunei Hrabove din raionul Șațk, regiunea Volînia, Ucraina.

## Demografie
Componența lingvistică a localității Hrabove
     Ucraineană (97,96%)
     Rusă (1,7%)
     Alte limbi (0,34%)
Conform recensământului din 2001, majoritatea populației localității Hrabove era vorbitoare de ucraineană (97,96%), existând în minoritate și vorbitori de rusă (1,7%).